# Estación de Moncada-Bifurcación
Moncada-Bifurcación (oficialmente y en catalán Montcada Bifurcació) es una estación ferroviaria situada en el municipio español de Moncada y Reixach, en la provincia de Barcelona, comunidad autónoma de Cataluña. Cuenta con servicios de Media Distancia operados por Renfe y forma parte de las líneas R3, R4 y R7 de la red de Cercanías Barcelona. Cumple también funciones logísticas.

## Situación ferroviaria
Es el lugar en el que se bifurcan las líneas ferroviarias Barcelona-Latour-de-Carol y Barcelona-Zaragoza, de ahí el nombre de la estación. Más concretamente, la estación pertenece a las siguientes líneas férreas:
- Línea férrea de ancho ibérico Zaragoza-Barcelona, por Lérida y Manresa, punto kilométrico 356,7.[3]
- Línea férrea de ancho ibérico Barcelona-Latour-de-Carol, punto kilométrico cero.[3] Esta línea dispone de un ramal hasta Barcelona-Estación de Francia, del cual Moncada-Bifurcación es el kilómetro 9, 200.[3]

## Historia
La estación fue abierta al tráfico el 9 de febrero de 1855, con la apertura del tramo Barcelona-Sabadell de la línea férrea que pretendía conectar Zaragoza con Barcelona. Las obras corrieron a cargo de la Compañía del Ferrocarril de Barcelona a Zaragoza. Buscando mejorar tanto el enlace de la línea con otros trazados, así como su salud financiera, la compañía decidió en 1864 unirse con la empresa que gestionaba la línea férrea que enlazaba Zaragoza con Pamplona dando lugar a la Compañía de los Ferrocarriles de Zaragoza a Pamplona y a Barcelona. Dicha fusión se mantuvo hasta que en 1878 la poderosa Norte, que buscaba extender sus actividades al este de la península, logró hacerse con la compañía. Posteriormente, en 1886 se unió al trazado entre Barcelona y San Juan de las Abadesas. 
Norte mantuvo la gestión de la estación hasta que en 1941 se produjo la nacionalización del ferrocarril en España y todas las compañías existentes pasaron a integrarse en la recién creada RENFE. 
Desde el 31 de diciembre de 2004 Renfe Operadora explota la línea mientras que Adif es la titular de las instalaciones ferroviarias.

## La estación
Se encuentra al sur del municipio no muy lejos de Vallbona. Dispone de un edificio para viajeros de dos plantas, construido en piedra y al que se adosa una marquesina que protege parcialmente el andén lateral. Dispone de sala de espera, venta de billetes, máquinas expendedoras y aseos. En total la estación cuenta con seis vías (vías 1, 2, 3, 4, 5 y 6) con acceso a andenes. Diversos pasos subterráneos permiten transitar de una a otra. Dadas las funciones logísticas que cumple el recinto así como la presencia de talleres usados por Renfe la playa de vías que abarca unos 2300 metros cuadrados se completa con otras 10 vías más numeradas. Todas ellas se sitúan en paralelo a las usadas por los viajeros y se numeran de forma correlativa siendo la vía 16 la más alejada del edificio de viajeros. Las instalaciones se completan con varios muelles y almacenes.

## Servicios ferroviarios

### Cercanías
Forma parte de las líneas R3, R4 y R7 de Cercanías Barcelona operada por Renfe. Hasta 2005 sólo pasaban dos líneas de cercanías por la estación, por lo que la bifurcación era total, actualmente de las tres líneas que pasan se separa la línea R3 hacia Puigcerdá, siguiendo las líneas R4 y R7 hacia el Vallés Occidental.
| << cabecera | < estación     | línea | estación >                | cabecera >>                                    |
| --- | -------------- | ----- | ------------------------- | ---------------------------------------------- |
| Rodalies de Catalunya de Renfe |                |       |                           |                                                |
| Hospitalet | Torre del Baró |       | Moncada-Ripollet          | Granollers-Canovellas La Garriga Vich Ripoll 1 |
| Hospitalet Martorell Villafranca del Panadés San Vicente de Calders | Torre del Baró |       | Moncada y Reixach-Manresa | terminal 2 Tarrasa Manresa                     |
| San Andrés Arenal | Torre del Baró |       | Moncada y Reixach-Manresa | Cerdanyola Universitat                         |
| 1. Algunos trenes dirección Ripoll / Ribas de Freser / Puigcerdá /Latour-de-Carol no efectúan parada en esta estación 2. Estación terminal de dos servicios de L-V con origen en Martorell Algunos trenes de la línea R4 no efectúan parada en esta estación |                |       |                           |                                                |